# Neptis nashona
Neptis nashona är en fjärilsart som beskrevs av Swinhoe 1896. Neptis nashona ingår i släktet Neptis och familjen praktfjärilar. Inga underarter finns listade i Catalogue of Life.

## Bildgalleri

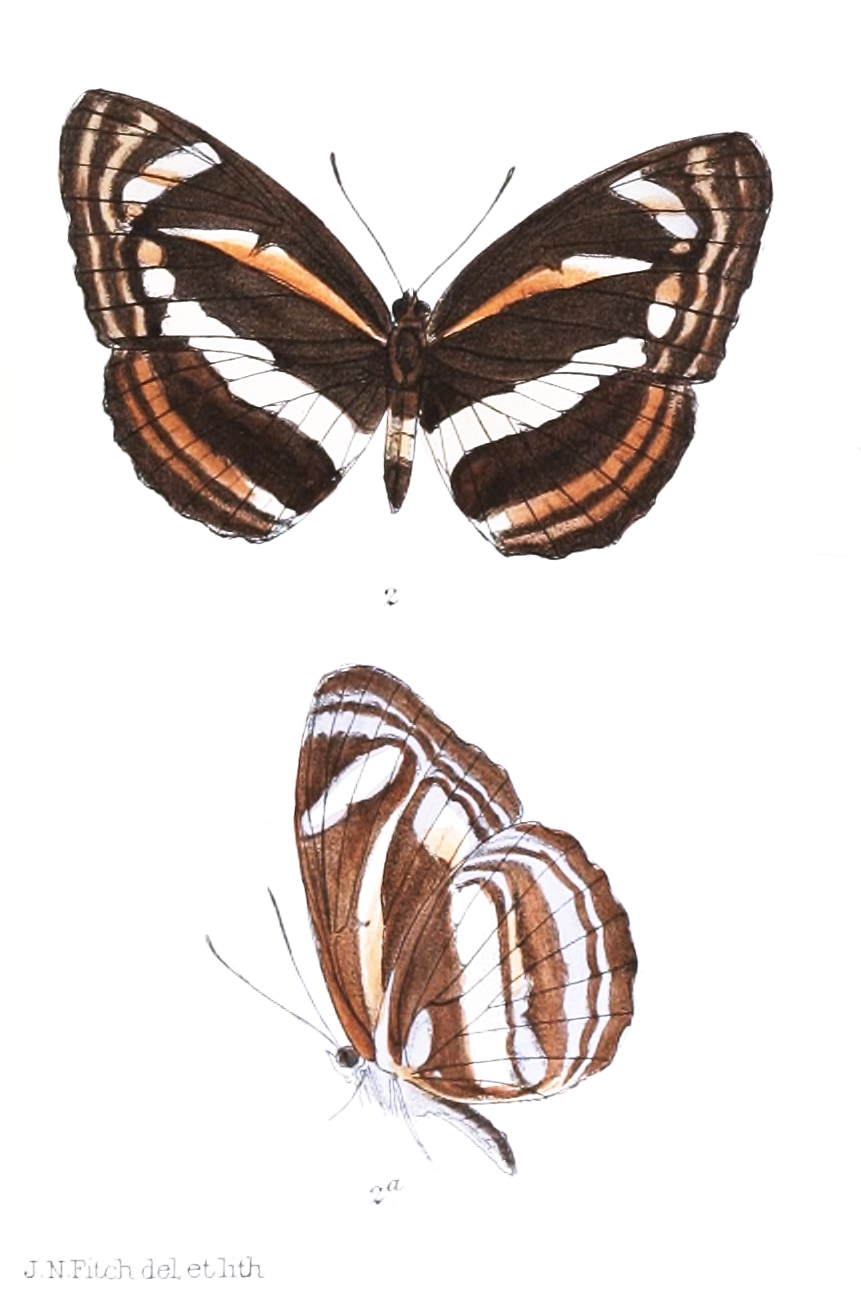
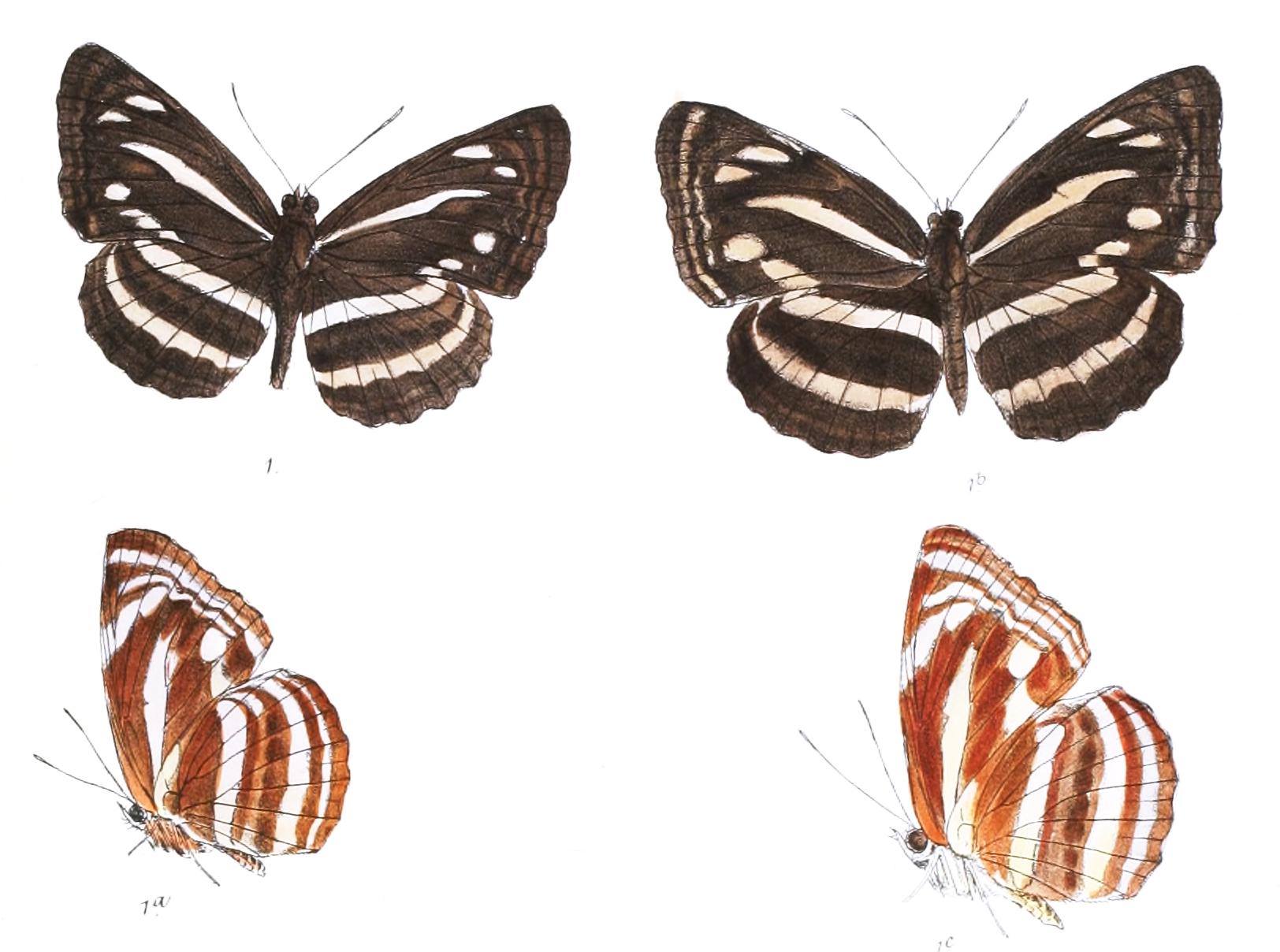
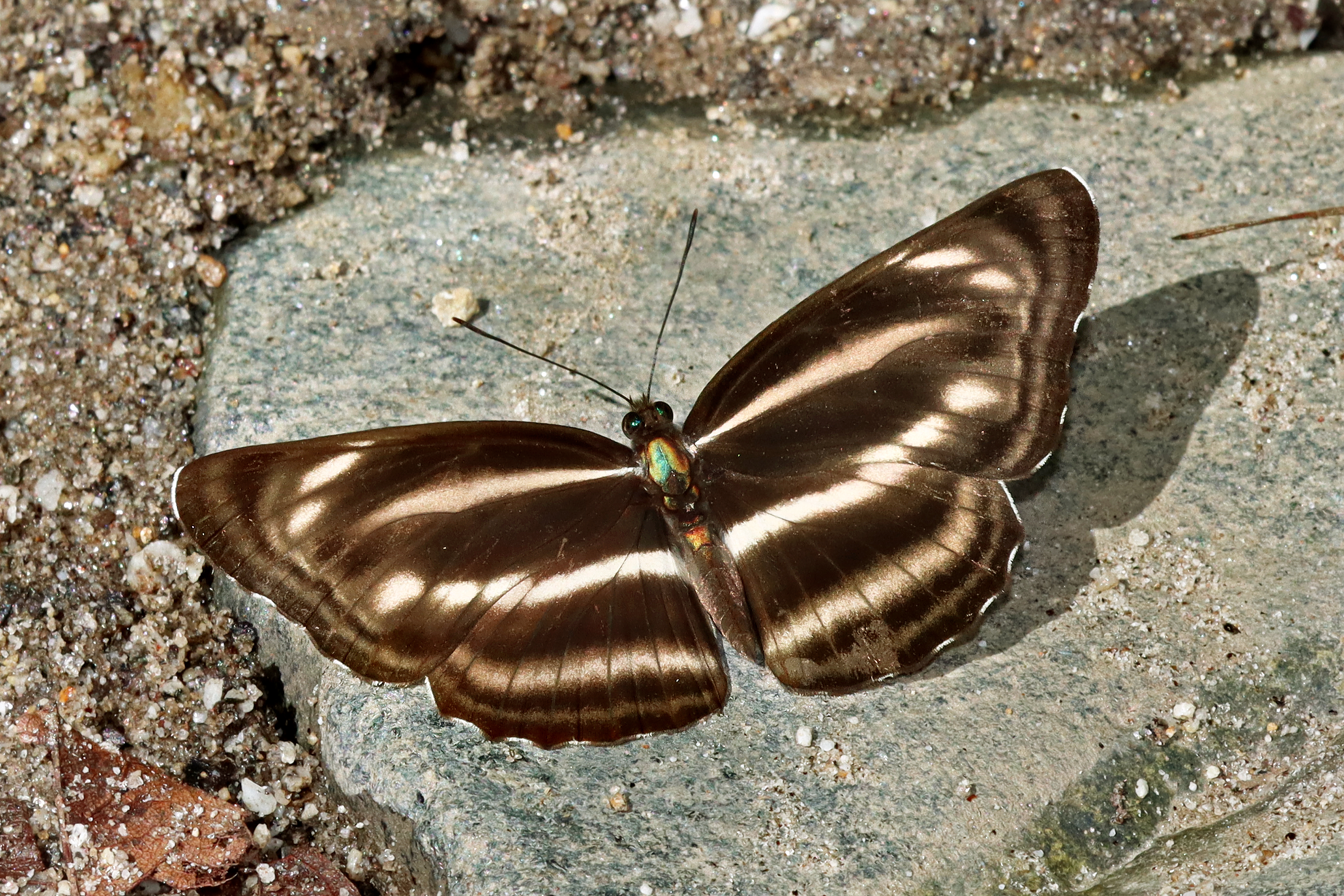